# Credo
Das Credo (lateinisch credo ‚ich glaube‘) ist einer der Hauptbestandteile des christlichen Gottesdienstes und stellt ein gemeinsames Glaubensbekenntnis der versammelten Gemeinde dar.
Der Text ist Bestandteil zahlreicher Messvertonungen. Im außerreligiösen Bereich wird das von dem liturgischen Text abgeleitete Credo (auch in der Schreibweise Kredo) fach- und bildungssprachlich in der Bedeutung „Überzeugung“, „Glaubensbekenntnis“ verwendet.

## Verschiedene Texte
Als Text des Credos wird in der römisch-katholischen und ostkirchlichen Liturgie meist das sogenannte Nicäno-Konstantinopolitanum verwendet. Es ist in allen christlichen Kirchen bekannt und anerkannt. Allerdings wird das Nizänum in den westlichen Kirchen in der Regel mit dem Zusatz des Filioque gesprochen, in den orthodoxen Kirchen dagegen in der ursprünglichen Form ohne Filioque. Das Missale Romanum lässt bis heute stets das Nicäno-Konstantinopolitanum rezitieren. In den deutschsprachigen Diözesen der katholischen Kirche wird in der Messfeier oft stattdessen das apostolische Glaubensbekenntnis (Apostolicum) gesprochen oder auch nur ein Kirchenlied gesungen. In den evangelischen Kirchen ist das Apostolicum seit der Reformationszeit das übliche Bekenntnis; das Nicäno-Konstantinopolitanum wird meist bei besonders feierlichen Anlässen oder in ökumenischen Gottesdiensten gesprochen. Die Aussage „ich glaube die heilige katholische Kirche“ wird in den evangelischen Kirchen im deutschsprachigen Raum durch „ich glaube die heilige christliche Kirche“ ersetzt.

## Theologische Funktion
Theologisch ist das Glaubensbekenntnis eine Bekräftigung des rechten Glaubens zur Abgrenzung von Irrlehren. In modernen Gottesdiensten gibt es auch Bekenntnisformen, die diese ursprüngliche Funktion nicht erkennen lassen. Das Credo wurde in der Alten Kirche im Zusammenhang mit den Katechumenatsriten als Vorbereitung auf die Taufe gelehrt (traditio symboli). Deshalb steht das Credo in den meisten christlichen Kirchen auch heute noch in Zusammenhang mit der Verkündigung und der Taufe.
Das Credo wurde in vielen Epochen der Kirchengeschichte am Sterbelager eines Christen gebetet, um seinen Glauben im Angesicht des Todes zu bestätigen bzw. festigen.

## Das Credo im Gottesdienst
- In der Liturgie der katholischen Kirche wird das Credo als Bestandteil des Ordinariums der heiligen Messe an Sonntagen und Hochfesten sowie bei der Spendung bestimmter Sakramente, vornehmlich der Taufe, und bei Weihehandlungen gesungen oder gesprochen. In der heiligen Messe ist es ein Teil des Wortgottesdienstes und steht zwischen Homilie und Fürbitten. Dort dient es „dazu, dass das ganze versammelte Volk auf das Wort Gottes […] antwortet und dass es, indem es die Glaubensnorm in einer […] approbierten Form vorträgt, der großen Mysterien des Glaubens gedenkt und sie bekennt, bevor deren Feier in der Eucharistie beginnt.“[3] Es wird vom Vorsteher der Liturgie angestimmt und stehend von allen oder im Wechsel gesungen oder gesprochen. Zu den Worten „Et incarnatus est de Spiritu Sancto ex Maria Virgine, et homo factus est“ verbeugen sich alle. An Weihnachten und am Hochfest Verkündigung des Herrn kniet man bei diesen Worten nieder. In der außerordentlichen Form des römischen Ritus kniet man an dieser Stelle immer nieder und bekreuzigt sich bei den Worten „et vitam venturi saeculi“. An der Stelle des Credo wird öfter auch ein Kirchenlied gesungen, das das Credo paraphrasiert.

Beim Rosenkranzgebet wird das apostolische Glaubensbekenntnis zu Beginn, nach dem einleitenden Kreuzzeichen gesprochen.
- In evangelischen Kirchen ist der Ort des Glaubensbekenntnisses der mit „Verkündigung und Bekenntnis“ überschriebene Abschnitt des Gottesdienstes. Das heißt, das Glaubensbekenntnis wird entweder vor oder nach der Predigt gesprochen, wenn im Gottesdienst keine Taufe stattfindet. In der Regel wird das Glaubensbekenntnis von der Gemeinde im Stehen gesprochen, wobei – anders als bei einem Gebet – der Kopf nicht gesenkt, sondern der Blick auf das Altarkreuz gerichtet wird. Credo-Lieder sind auch hier bekannt. Im derzeit gültigen Gesangbuch der EKD-Kirchen findet sich Martin Luthers Wir glauben all an einen Gott, dessen Wurzeln bis 1417 zurückreichen, sowie Rudolf Alexander Schröders Wir glauben Gott im höchsten Thron aus der Zeit der Bekennenden Kirche.

- In den Ostkirchen wird das Glaubensbekenntnis regelmäßig bei der Eucharistiefeier rezitiert, entweder unmittelbar vor dem Hochgebet oder bereits vor dem Friedenskuss, der im Osten dem Hochgebet vorangeht.

## Musik
Das Credo ist zentraler Bestandteil der großen Mess-Vertonungen (Missae) in der klassischen Musik, so z. B. der h-Moll-Messe von Johann Sebastian Bach oder der Missa solemnis von Ludwig van Beethoven. In Bachs h-Moll-Messe nimmt der Text des Credo insgesamt neun Sätze ein: sieben Chorstücke, ein Duett (Sopran und Alt) und eine Arie (Bass): Credo in unum Deum (2 ×), Et in unum Dominum, Et incarnatus est, Crucifixus, Et resurrexit, Et in spiritum sanctum, Confiteor, Et expecto. Im Typus der Credomesse (z. B. Mozarts Messe in C-Dur KV 257) erfährt der Credo-Ruf eine besondere Betonung, indem er nicht nur einmalig zu Beginn intoniert, sondern vor jeder Glaubensaussage erneut wiederholt wird.
In seltenen Fällen schufen Komponisten auch einzelstehende Credos ohne Zusammenhang eines Messzyklus, so Antonio Vivaldi (Credo RV 591), Antonio Lotti, Johann Christian Bach, Arvo Pärt, Einojuhani Rautavaara oder Krzysztof Penderecki.

## Bildende Kunst
Die unterschiedlichen christlichen Glaubensbekenntnisse besaßen für die verschiedensten Gattungen der bildenden Kunst eine herausragende Bedeutung. Vor allem in der Malerei und Plastik des Hoch- und Spätmittelalters wurde auf die Darstellung der einzelnen Credoartikel Wert gelegt. In der Frühen Neuzeit verlagerte sich das Schwergewicht der Darstellungen in die Druckgrafik, wobei v. a. im süddeutschen Raum im 18. Jahrhundert eine besondere Konjunktur nachgewiesen werden kann.
- Antonio Tempesta schuf 1591 „Die Apostel und die Artikel des Glaubensbekanntnisses“ (Wien, Albertina). Die Radierungen zeigen die Apostel, die Credoartikel werden zitiert.
- Das „Symbolum apostolorum“ der Gebrüder Klauber (Stift Göttweig), entstanden um 1755, zeigt die Glaubensartikel in Form von komplexen Kompositionen, die stark allegorisch angereichert sind.
- Gottfried Götz (1708–1774) malte für das Benediktinerstift Admont 1746 eine Serie von Kirchenlehrern als Verkünder des Glaubens. Der Hl. Thomas von Aquin verkörpert hierbei den Triumph des Glaubens und der Eucharistie, d. h. das Credo wird in dem Heiligen und in seiner Funktion als Prediger mitgesehen.